# Phascolion pacificum
Phascolion pacificum är en stjärnmaskart som beskrevs av Murina 1957. Phascolion pacificum ingår i släktet Phascolion och familjen Phascoliidae. Inga underarter finns listade i Catalogue of Life.